# Paróquia Nossa Senhora de Lourdes (Guarulhos)
A Paróquia Nossa Senhora de Lourdes ou Capela da Gruta é uma construção católica, fundada em 1968, no bairro Itapegica, em Guarulhos.
A gruta reproduz o local em que apareceu Nossa Senhora de Lourdes, a quem Rosa Saiago era devota. Há uma pia batismal no local. O salão da paróquia, Salão João Paulo II, acomoda até oitenta pessoas.

## Estilo
O estilo da construção difere do tradicional. A nave foi realizada em formato octogonal, o que faz com que os bancos dos fiéis fiquem em semicírculo. A  via sacra foi feita em argila. Nas figuras, a expressão é de sofrimento, num estilo dito nordestino. O autor é desconhecido.
Na parede lateral da paróquia, há um vitral em plástico transparente retratando a aparição de Nossa Senhora de Lourdes, que se ilumina pelos raios do Sol. A doação do vitral foi feita em 1978 por Margherita Iriz e Carlo Bauducco.

## História
Atração turística, a Gruta de Nossa Senhora de Lourdes faz parte da área paroquial. A gruta foi feita nos anos 1950 ou 1960, atrás da fazenda da Família Saiago, e usada para rituais religiosos. Tornou-se o ponto principal de missa da região, em especial porque a igreja mais próxima, a Igreja de São Geraldo da Penha, era distante. A paróquia foi estabelecida no terreno privado da Família Saiago. A área foi doada por Rosa Saiago.
O primeiro pároco de Nossa Senhora de Lourdes foi o Francisco Michael Cornélio Van Nijnanten (1926-1992). A construção do que se tornou a paróquia foi executada por Pietro Quiriti, um missionário italiano. A igreja atual foi construída entre 1973 e 1978. A inauguração foi em 1979.

## Ligação externa
- Página oficial